# 모케카
모케카(포르투갈어: moqueca) 또는 무케카(포르투갈어: muqueca)는 브라질과 앙골라의 생선·해산물 스튜 또는 국이다.

## 이름
어원은 "생선 스튜"라는 뜻의 킴분두어 "무케카(mu'keka)"로 추정된다. 브라질에서는 "포케카(poqueca)"로도 불리는데, "싸다, 감싸다"라는 뜻의 투피어 "오포케카(opokeka)"의 간섭 때문으로 추정된다.

## 종류

### 앙골라
"앙골라식 모케카"라는 뜻의 모케카 앙골라나(포르투갈어: moqueca angolana)로도 불리지만, 현지에서는 단순히 "모케카"로 불린다. 넣은 재료에 따라 "생선 모케카"라는 뜻의 "모케카 드 페이시(moqueca de peixe)", "마른 생선(염건어) 모케카"라는 뜻의 "모케카 드 페이시 세쿠(moqueca de peixe seco)", "새우 모케카"라는 뜻의 "모케카 드 카마랑(moqueca de camarão)", "닭고기 모케카"라는 뜻의 "모케카 드 프랑구(moqueca de frango)" 등으로도 불린다. 
붉은 팜유에 다진 마늘과 양파를 볶다가, 피망과 토마토를 넣어 함께 볶는다. 밑간한 생선이나 물에 담가 소금기를 빼둔 마른 생선(염건어)을 넣고, 물과 코코넛밀크를 부어 익혀 만든다. 고수, 바질, 파슬리 등 허브나 피리피리를 넣어 만들기도 한다.

### 브라질
바이아, 이스피리투산투, 파라 지역의 모케카가 유명하다. "파넬라 지 바후(panela de barro)"라 불리는 아메리카 원주민 전통 질그릇에 조리하는 것이 특징이다.

#### 바이아
"바이아식 모케카"라는 뜻의 모케카 바이아나(포르투갈어: moqueca baiana)라고도 불린다. 아프리카 요리의 영향을 많이 받았으며, 덴데기름(붉은 팜유), 피망, 코코넛밀크를 사용하는 것이 앙골라식 모케카와 유사하다. 말라게타고추를 사용하기도 하며, 도라도, 흉상어, 바리, 눈볼개, 양동미리 등의 생선이나 새우가 사용된다.

#### 이스피리투산투
"이스피리투산투식 모케카"라는 뜻의 모케카 카피샤바(포르투갈어: moqueca capixaba)라고도 불린다. 아메리카 원주민 요리와 포르투갈 요리의 영향을 많이 받았으며, 덴데기름이나 피망, 코코넛밀크를 사용하지 않는다. 올리브유와 토마토, 양파, 고수와 안나토를 넣어 만들며, 생선으로는 도라도나 바리 또는 붉은꼬리메기 등이 사용된다. 흔히 피랑을 곁들여 먹는다.

#### 파라
"파라식 모케카"라는 뜻의 모케카 파라엔시(브라질 포르투갈어: moqueca paraense)라고도 불린다. 아마존강의 민물고기와 투쿠피, 카사바녹말과 파라크레스를 넣어 만든다.

## 사진

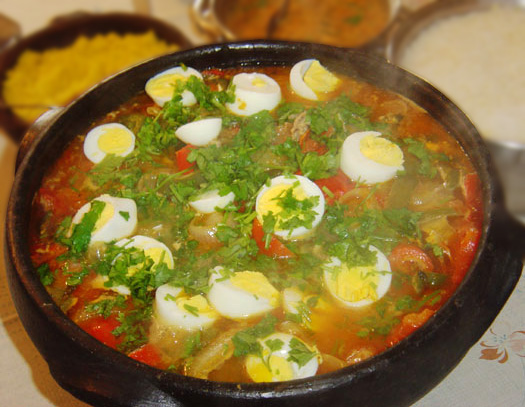
모케카 바이아나
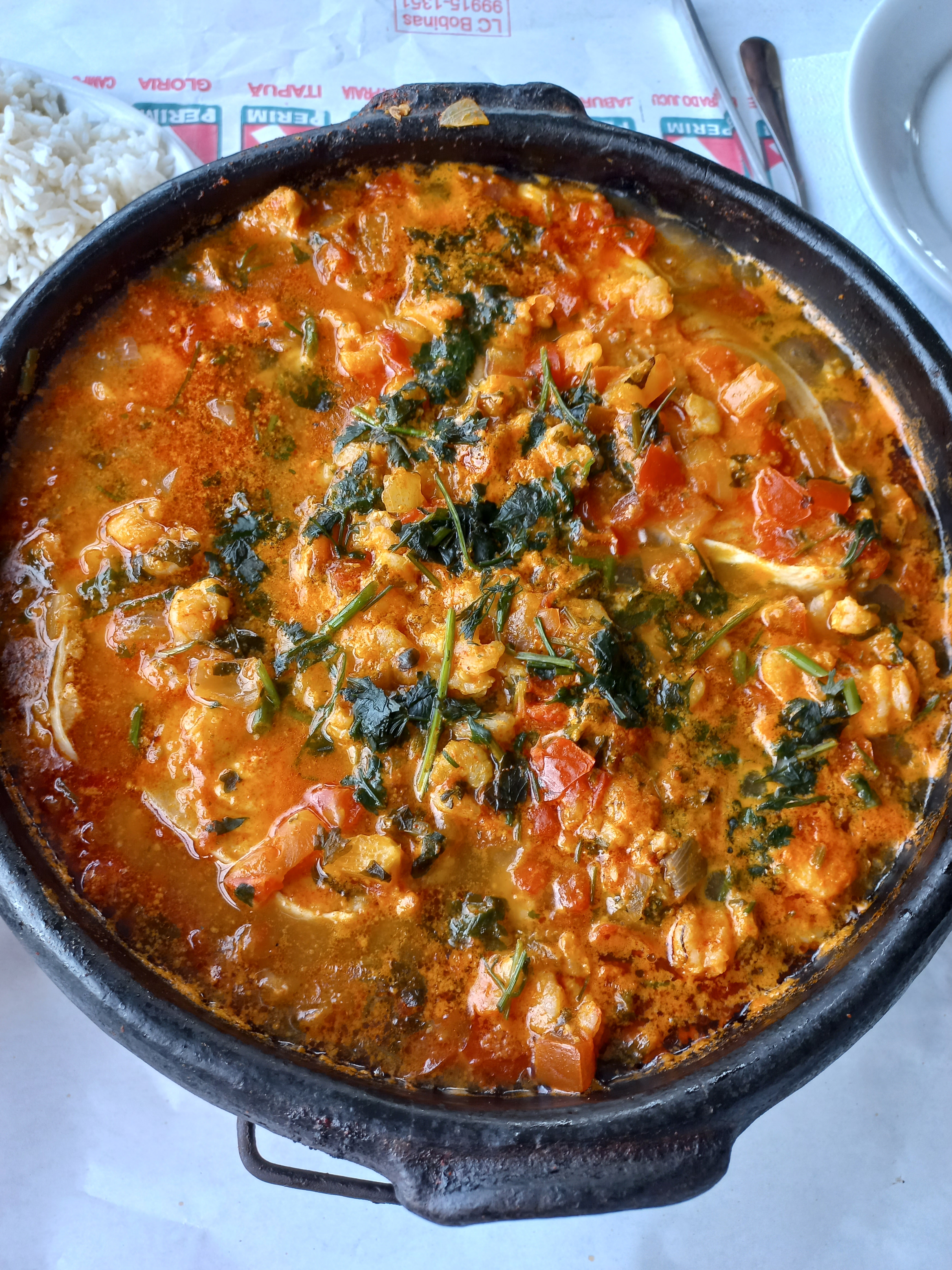
모케카 카피샤바
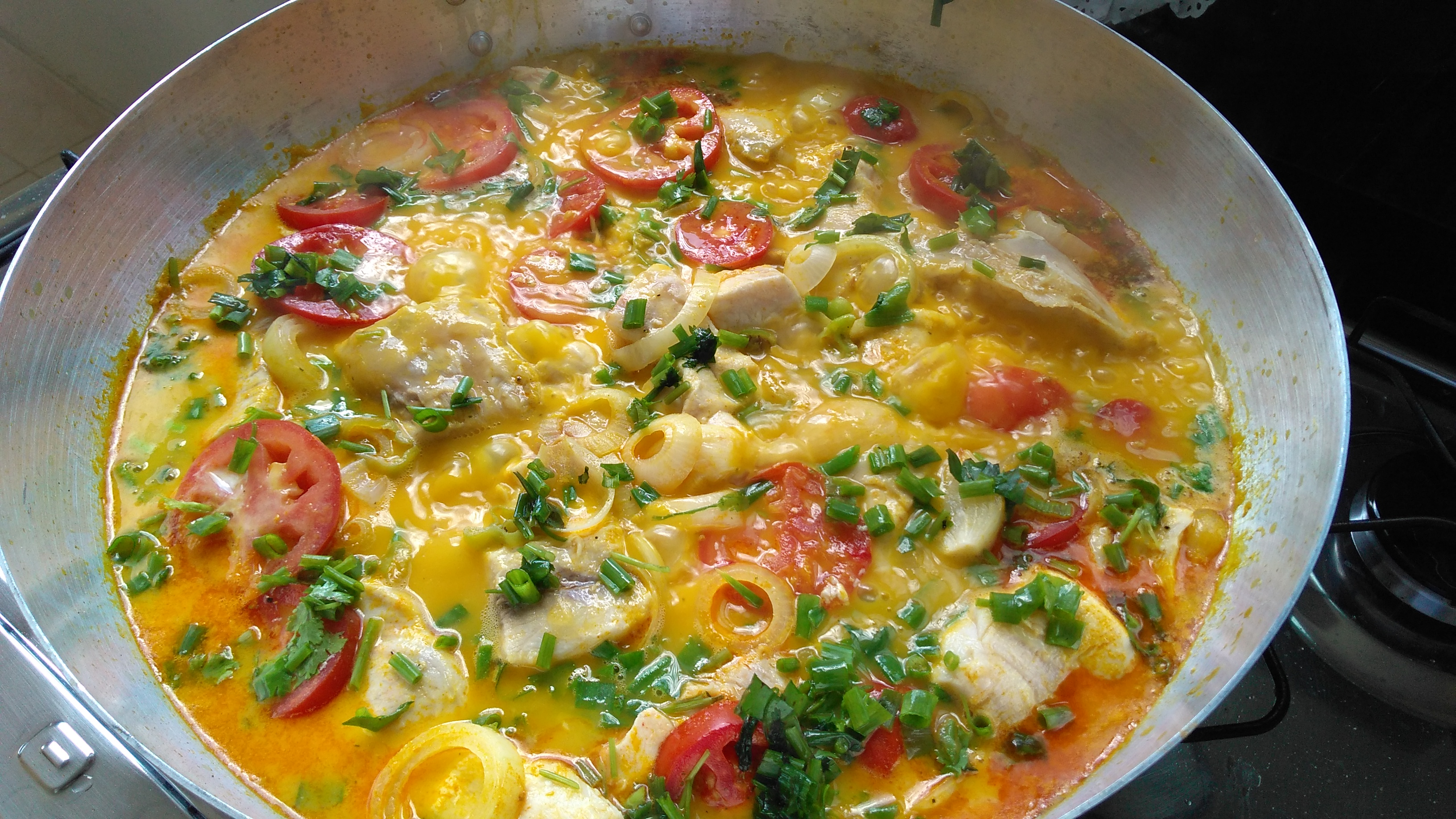
모케카 파라엔시

## 같이 보기
- 칼데이라다